# Diakovce
Diakovce (hongrois : Deáki) est un village de Slovaquie situé dans la région de Nitra.

## Histoire
Première mention écrite du village en 1002.

## Démographie

### Évolution de la population
| Année:               | 1994. | 2004.   | 2014.   | 2024.   |
| -------------------- | ----- | ------- | ------- | ------- |
| Nombre de personnes: | 2113  | 2223    | 2259    | 2377    |
| Différence:          |       | +5,20 % | +1,61 % | +5,22 % |

| Année:               | 2023. | 2024.   |
| -------------------- | ----- | ------- |
| Nombre de personnes: | 2380  | 2377    |
| Différence:          |       | -0,12 % |